# Philatelistische Literatur

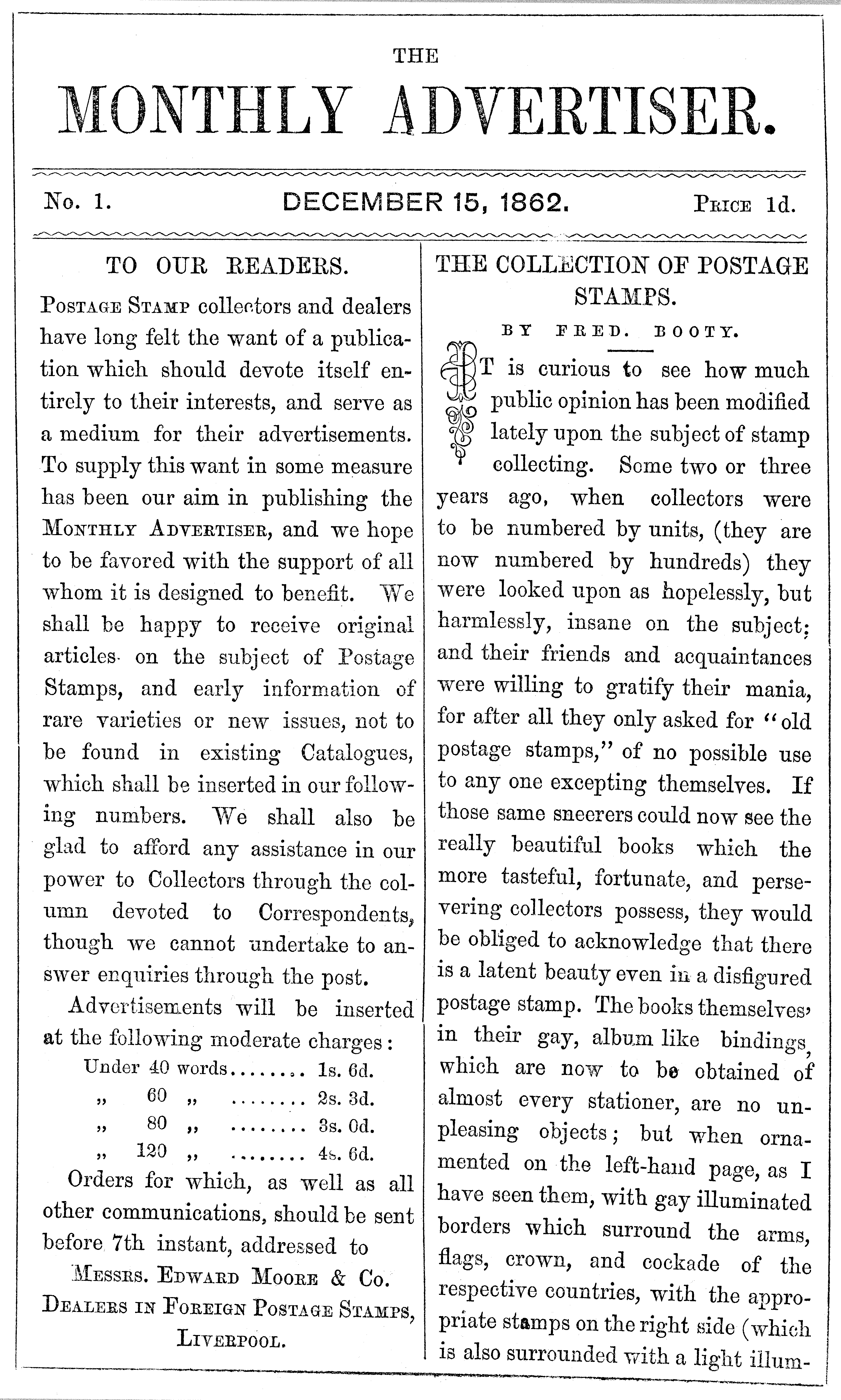
Die erste ausschließlich philatelistische Fachzeitschrift der Welt von 1862

Philatelistische Literatur sind Schriftwerke zu Briefmarken, philatelischen Belegen und Postgeschichte.

## Beschreibung und Geschichte
Die breite Beliebtheit des Hobbys der Philatelie, findet sich auch im Literaturbereich wieder. Zu den auflagenstärksten und zugleich grundlegendsten Werken zählen philatelistische Kataloge, insbesondere Briefmarkenkataloge. Neben Briefmarkenkatalogen gibt es außerdem Ganzsachen- und Briefekataloge, meistens mit Preisangaben. Sie sind unerlässlich um einen Überblick über die Sammelgebiete zu bekommen und sie sind wichtige Anhaltspunkte für Preise. Den Anfang machte der Straßburger Buchhändler Oscar Berger-Levrault am 17. September 1861 mit seiner Liste bzw. Katalog, als überhaupt erste dieser Art, die zugleich als erste Literatur im Bereich der Philatelie gilt. Sie hatte die Bezeichnung „Beschreibung der bis jetzt bekannten Briefmarken“ und war ein Briefmarken- und Ganzsachenverzeichnis. Kurze Zeit später entstanden die ersten kommerziellen Briefmarkenkataloge. Heute gibt es inzwischen schon Online-Kataloge.
Für weiteres Grundlagenwissen sind philatelistische Fachlexika von Bedeutung, darin stehen Definitionen und kompakte Information zu den elementaren Begriffen, sie sind nicht nur für Neulinge der Materie relevant. Das erste ausführliche deutschsprachige Lexikon stammte aus dem Jahr 1923 und hieß „Grosses Lexikon der Philatelie“. In diesem Nachschlagewerk mit 14.500 Einträgen waren noch viele Eigennamen von Orten und Motiven als Stichwörter enthalten. 1922 gab es schon von B. Poole das Standard Philatelic Dictionary in Buchform. Erst 1971 folgte aus der DDR das zweite Fachlexikon in deutscher Sprache von den Autoren Gruschke/Grallert mit 5.300 Stichwörtern, das sich mit einer Gesamtauflage von 110.000 Stück verkaufte. 1978 kam in Deutschland bislang das einzige Mal ein zweibändiges allgemeines Werk heraus. Der vielleicht erste Vorläufer eines Lexikons, war ein Glossar mit philatelistischen Ausdrücken von 1912, mit Titel „Glossary of Philatelic Terms“ vom „Philatelic Congress of Great Britain“.
Die ersten Monografien aus dem Bereich erschienen etwa um 1875, erste Autoren waren hierbei waren z. B. Jean-Baptiste Moens oder Alfred Moschkau. Der vermutlich bislang erfolgreichste Ratgeber bzw. Lehrbuch im deutschsprachigen Raum, war das ab 1963 von Richard Borek stammende Buch „Kleines Brevier für Briefmarkensammler“, das eine Auflage von insgesamt 150.000 Stück erreichte.
Jeden Monat erscheinen im deutschsprachigen Raum mehrere neue Bücher aus dem Gebiet. Neben der großen Vielzahl von Büchern zu mehr oder weniger spezifischen Themen, gibt es einige philatelistische Fachzeitschriften. So gibt es allein in Deutschland mehrere allgemeine Fachzeitschriften hierzu. Dazu kommen noch weitere Blätter von Arbeitsgemeinschaften, die oft in ihrem Fachgebiet von großer Bedeutung sind und Vereinsnachrichten. Eine Art erste Fachzeitschrift war „The Monthly Intelligencer“ im September 1862, aus Birmingham, vom Verleger William Macmillan. Diese erste Zeitschrift hatte schon viele Inhalte  über Philatelie, es waren aber außerdem Artikel aus anderen Sammelgebieten enthalten und ist deswegen eher ein Vorläufer. Die weltweit erste ausschließlich philatelistische Fachzeitschrift war der „The Monthly Advertiser“ vom 15. Dezember 1862 aus England. Bald danach erschien die erste deutsche Zeitschrift mit dem „Magazin für Briefmarken-Sammler“, mit Erstausgabe vom 1. Mai 1863, herausgegeben vom Münzen- und Antiquitätengeschäft Zschiesche & Köder in Leipzig. Die drei ältesten bis heute erscheinenden Briefmarkenzeitschriften sind:
- The American Philatelist, Erstausgabe: Januar 1887
- L’Écho de la timbrologie, Erstausgabe: November 1887
- Schweizer Briefmarken Zeitung, Erstausgabe: November 1888

Diese Werke finden Eingang in philatelistische Bibliotheken. Einzelne dieser Fachbibliotheken umfassen teilweise zigtausende Medieneinheiten. Zunächst gab es größere Literatursammlungen in dem Gebiet nur als Privatbibliotheken, später formten sich erste Vereinsbibliotheken von Sammlervereinen und danach bildeten sich öffentliche Spezialbibliotheken.

## Formen
- Kataloge
  - Briefmarkenkataloge
    - Länderkataloge
    - Motivkataloge
    - Spezialkataloge

  - Ganzsachenkataloge
  - Briefekataloge
  - Kataloge für Sonderthemen, wie z. B. für bestimmte Stempel
  - Philatelistische Handbücher
  - Auktionskataloge (von Versteigerungen)
  - Ausstellungskataloge
- Bücher
  - Monografien
  - Reihenwerke
  - Bibliografien
  - Fachlexika
- Festschriften
- Vordruckalben
- Zeitschriften
  - Fachzeitschriften
  - Händlerblätter
  - Blätter von Verbänden, Vereinen und Arbeitsgemeinschaften
- Internetauftritte und Webseiten